# Jurassic World
Jurassic World is een Amerikaanse sciencefictionfilm uit 2015. De film werd geregisseerd door Colin Trevorrow en is het vierde deel in de Jurassic Park-filmserie. In oktober 2015 kwam de film uit op dvd en blu-ray.

## Verhaal
Het verhaal speelt zich 22 jaar na de gebeurtenissen in de eerste film af, op hetzelfde eiland. De eerste film (Jurassic Park, 1993) was op het moment van uitkomen van Jurassic World ook even oud.
De broers Zach en Gray Mitchell bezoeken Jurassic World, een dinosaurusthemapark op Isla Nublar, waarvan hun tante Claire Dearing de operations manager is. Claire wijst haar assistente Zara aan als gids voor de jongens, maar ze ontvluchten haar en gaan op eigen gelegenheid op onderzoek uit.
Elders op het eiland heeft marineveteraan en etholoog Owen Grady een kwartet Velociraptors getraind, bestaande uit Blue, Charlie, Delta en Echo, en hun intelligentie onderzocht. Op basis van het vermogen van de raptors om commando's op te volgen, gelooft hoofd van InGen-beveiliging Vic Hoskins dat de dieren kunnen worden bewapend, een idee waar Owen en zijn assistent Barry Sembène fel tegen zijn.
Voorafgaand aan de opening van een nieuw onderdeel van het park inspecteren Claire en parkeigenaar Simon Masrani de nieuwste attractie: de Indominus rex, een transgene dinosaurus gemaakt door geneticus Dr. Henry Wu. Masrani geeft Owen opdracht om de beveiliging van de behuizing te evalueren. Owen waarschuwt Claire dat de Indominus geen sociale vaardigheden heeft, waardoor ze gevaarlijk en onvoorspelbaar is. Wanneer de Indominus blijkbaar is ontsnapt, gaan Owen en twee parkarbeiders de omheining binnen. De Indominus, die zichzelf kan camoufleren en haar hittesignatuur kan maskeren, verschijnt plotseling. Owen overleeft, maar de Indominus verslindt de andere twee mannen voordat ze ontsnapt naar het binnenland van het eiland. Owen realiseert zich dat het dier zeer wreed en intelligent is en adviseert Masrani om de Indominus te vernietigen. Om de investering van zijn bedrijf te beschermen, stuurt Masrani een gespecialiseerde eenheid om het te onderwerpen met niet-dodelijke wapens, zodat het veilig kan worden teruggebracht naar zijn paddock. Nadat het grootste deel van de eenheid is afgeslacht, beveelt Claire de evacuatie van de noordelijke sector van het eiland, terwijl Masrani de waarschuwing van Owen overdenkt en Wu confronteert.
Terwijl Zach en Gray het park verkennen in een toerwagen, komen ze een gebied binnen waar bezoekers niet zijn toegelaten. De Indominus arriveert en vernietigt het voertuig, maar de jongens ontsnappen ternauwernood. Ze vinden de ruïnes van het oorspronkelijke Jurassic Park-bezoekerscentrum, repareren een oude Jeep Wrangler en rijden terug naar het resort.
Terwijl Claire en Owen naar de jongens zoeken, ontsnappen ze ook ternauwernood aan de Indominus. Masrani en twee bewakers jagen per helikopter op de Indominus, maar deze breekt in in de volière van het park. De Pterosauriërs van de volière doen Masrani's helikopter neerstorten, waarbij de passagiers worden gedood. De Pterosauriërs vliegen richting het resort, waar ze de parkbezoekers aanvallen. In de chaos wordt Zara opgepikt door een van de Pterosauriërs, die haar laat vallen in de lagune van het park waarna ze wordt verslonden door een Mosasaurus. Gray en Zach vinden Owen en Claire in het resort terwijl gewapend personeel de Pterosauriërs neerschiet.
Hoskins neemt het commando over en beveelt om de raptors te gebruiken om de Indominus op te sporen, waar Owen met tegenzin gehoor aan geeft. Bij het vinden van de Indominus beginnen de dinosaurussen met elkaar te communiceren. Owen realiseert zich dat de Indominus Velociraptor-DNA heeft en dat het Owens controle over de raptors overneemt en de nieuwe alfa van de groep wordt. De troepen schieten op de Indominus, maar ze ontsnapt. De raptors doden de meeste troepen, terwijl Charlie wordt gedood in de chaos. Hoskins evacueert Wu en de dinosaurusembryo's van het eiland om Wu's onderzoek te beschermen. Owen, Claire en de jongens vinden Hoskins in het laboratorium dat meer embryo's bevat, maar Delta breekt in en vermoordt Hoskins.
Owen herstelt zijn band met de drie overgebleven raptors voordat de Indominus weer verschijnt. De raptors vallen de hybride aan, maar Delta en Echo worden gedood terwijl Blue bewusteloos wordt geslagen. Claire laat de Tyrannosaurus los uit haar paddock en lokt haar in een gevecht met de Indominus. De Indominus krijgt snel het voordeel ten opzichte van de Tyrannosaurus totdat Blue herstelt en zich bij de strijd voegt. Het duo overmeestert de Indominus totdat die in het nauw wordt gedreven aan de rand van de lagune, waar ze door de Mosasaurus onder water wordt gesleept.
De overlevenden worden geëvacueerd en het eiland wordt weer verlaten. Zach en Gray worden herenigd met hun ouders, terwijl Owen en Claire besluiten bij elkaar te blijven.

## Rolverdeling
| Acteur               | Personage       | Opmerkingen                                     |
| -------------------- | --------------- | ----------------------------------------------- |
| Chris Pratt          | Owen Grady      | Trainer van de velociraptors                    |
| Bryce Dallas Howard  | Claire Dearing  | Operations manager van het park, zus van Karen  |
| Irrfan Khan          | Simon Masrani   | Eigenaar van Jurassic World                     |
| Vincent D'Onofrio    | Vic Hoskins     | Hoofd van de beveiliging                        |
| Ty Simpkins          | Gray Mitchell   | Zoon van Karen en Scott, jongere broer van Zach |
| Nick Robinson        | Zach Mitchell   | Zoon van Karen en Scott, oudere broer van Gray  |
| Jake Johnson         | Lowery Cruthers | Medewerker in de controlekamer van het park     |
| Omar Sy              | Barry Sembène   | Verzorger van de velociraptors                  |
| B.D. Wong            | Henry Wu        | Laboratoriummedewerker van het park             |
| Judy Greer           | Karen Mitchell  | Moeder van Zach en Gray, zus van Claire         |
| Lauren Lapkus        | Vivian Krill    | Medewerker in de controlekamer van het park     |
| Brian Tee            | Katashi Hamada  | Lid van de beveiliging                          |
| Katie McGrath        | Zara Young      | Assistente van Claire                           |
| Andy Buckley         | Scott Mitchell  | Vader van Zach en Gray, man van Karen           |
| Eric Edelstein       |                 | Opzichter van het Indominus rex-verblijf        |
| Courtney James Clark |                 | Omroepster bij de mosasaurus                    |
| Colby Boothman       |                 | Nieuwe verzorger van de velociraptors           |
| Jimmy Fallon         |                 | Zichzelf                                        |
| James DuMont         | Hal Osterly     | Een van de investeerders van het park           |
| Matt Burke           | Jim Drucker     | Een van de investeerders van het park           |
| Anna Talakkottur     | Erica Brand     | Een van de investeerders van het park           |
| Matty Cardarople     |                 | Attractiebestuurder                             |
| Kelly Washington     |                 | Vriendin van Zach                               |
| Isaac Keys           |                 | Bewakingsagent van de controlekamer             |
| Gary Weeks           |                 | Parkbezoeker                                    |
| Brad Bird            |                 | Omroeper van de monorail                        |
| Colin Trevorrow      | Mr. DNA         | Stem                                            |

## Dinosauriërs
Onderstaande dinosauriërs, pterosauriërs, zeereptielen en hybriden komen in de film voor:
- Ankylosaurus
- Apatosaurus
- Dimorphodon
- Gallimimus
- Indominus rex
- Mosasaurus
- Parasaurolophus
- Pteranodon
- Stegosaurus
- Triceratops
- Tyrannosaurus rex
- Velociraptor

## Productie
De film werd op 11 januari 2013 officieel aangekondigd door filmdistributiemaatschappij Universal Studios onder de naam Jurassic Park IV en zou op 13 juni 2014 in de Verenigde Staten in de bioscoop te zien zijn. Begin mei kondigde Universal echter aan dat de opnamen, en dus ook de première, uitgesteld waren. In september 2013 werd meegedeeld dat de film op 12 juni 2015 in de Amerikaanse zalen ging verschijnen. In België vond de première plaats op 10 juni 2015, in Nederland viel deze een dag later op 11 juni 2015.
De opnamen werden gestart op 14 april 2014, alle opnamen van de film eindigden op 6 augustus 2014.
Steven Spielberg produceerde, net als Jurassic Park III, ook deze film. Colin Trevorrow nam de regie van de film op zich.
Dit is de eerste film uit de Jurassic Park-filmserie die in 3D gefilmd is.

### Opnamelocaties

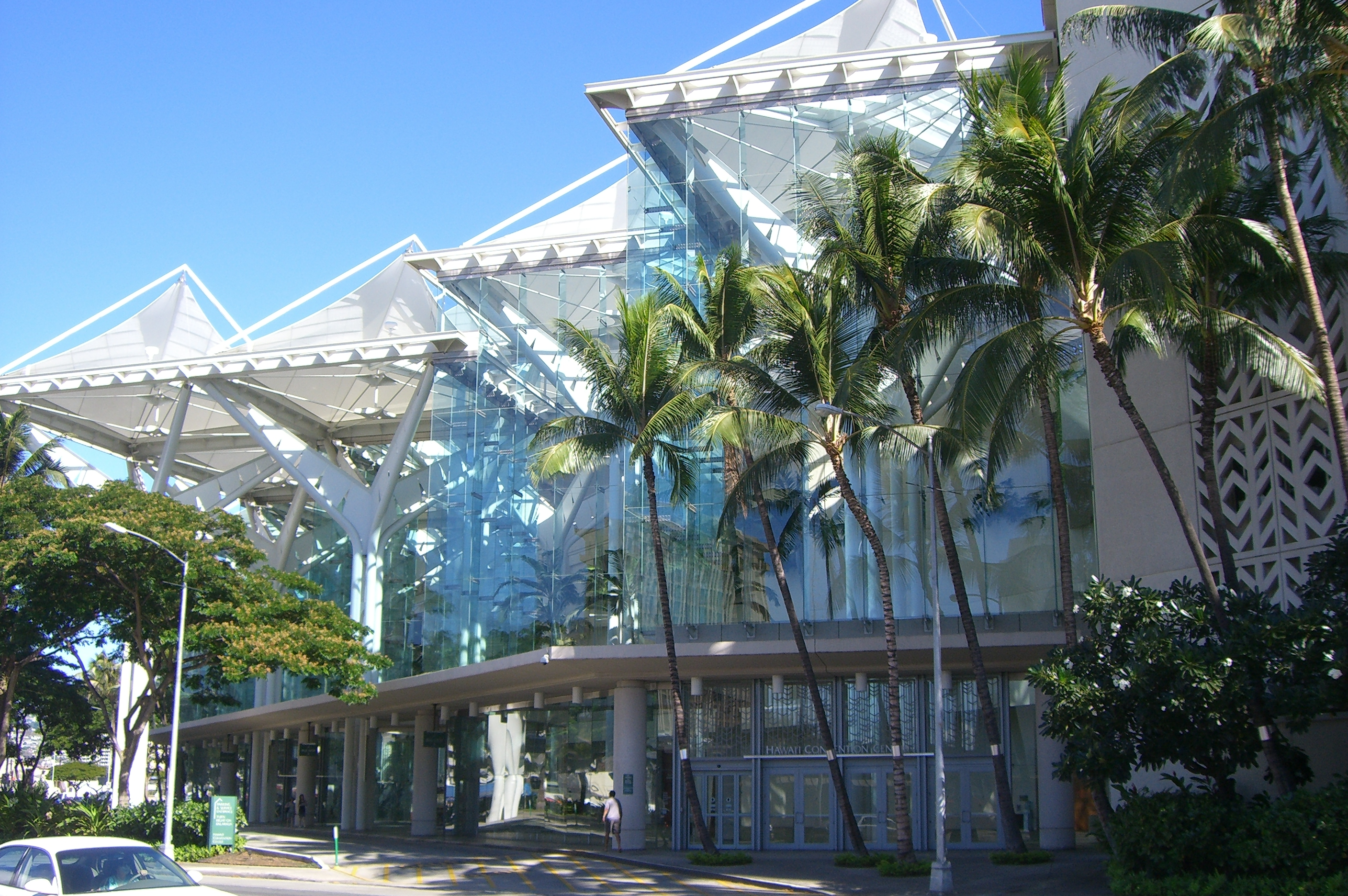
Het Hawaii Convention Center doet in de film dienst als Hilton Hotel van het Jurassic World-park

Enkele opnamen van de film vonden plaats op het eiland Kauai, zoals bij Jurassic Park ook het geval was.
Andere opnamelocaties waren:
- Louis Armstrong New Orleans International Airport
- Six Flags New Orleans[22][23]
- Audubon Zoo
- Michoud Assembly Facility
- Honolulu Zoo[24]
- Hawaii Convention Center[25]
- Makai Research Pier[26]

## Ontvangst

### Recensies en score
Jurassic World kreeg van recensenten voornamelijk positieve tot gemiddelde reacties. Van gewone kijkers was de score eerder grotendeels positief.
- Entertainment Weekly - 83/100
- The Guardian - 80/100
- USA Today - 75/100
- New York Daily News - 60/100
- The Washington Post - 50/100
- The New York Times - 30/100
- The Wall Street Journal - 20/100[27]

### Opbrengst
Tijdens de openingsdag bracht Jurassic World in de Verenigde Staten $ 82,8 miljoen op en kwam daarmee op de derde plaats te staan van beste openingsdag ooit. In het openingsweekend haalde de film in de Verenigde Staten alleen al $ 204,6 miljoen op. Daardoor kwam Jurassic World op de tweede plaats te staan, achter The Avengers (2012), voor beste openingsweekend. Wereldwijd bracht het openingsweekend ongeveer 456 miljoen euro op. De film was in de 66 landen waar hij in première ging, de meest bezochte film.
Dertien dagen na de première behaalde Jurassic World de mijlpaal van $ 1 miljard  opbrengsten, een nieuw wereldrecord. De film stak daarbij de eerder dat jaar uitgebrachte Furious 7 voorbij, die maar na 17 dagen zoveel opbracht.
Na drie weken steeg Jurassic World in één weekend tijd van de zeventiende naar de achtste plaats in de lijst van succesvolste films. De film bracht toen al $ 1,238 miljard op en ging dus de in 1993 uitgebrachte Jurassic Park voorbij. Deze laatste bracht in totaal $ 1,029 miljard op. Hierdoor werd Jurassic World de meest succesvolle film uit de Jurassic Park-filmserie.
Zes weken na de première kwam de film op de derde plaats terecht in de lijst van succesvolste films. Jurassic World had toen al ruim $ 1,5 miljard opgebracht.
Jurassic World was uiteindelijk gedurende 23 weken (van 12 juni 2015 tot 19 november) in de bioscopen te zien en bracht in totaal wereldwijd $ 1.671.713.208 op. In België bedroeg de totale opbrengst $ 8.420.048. In Nederland ging het om $ 11.120.472.

## Prijzen en nominaties
Jurassic World stond op de shortlist van de 88ste Oscaruitreiking, wat betekende dat de film mogelijk genomineerd kon worden voor een Oscar. Een effectieve nominatie kon de film echter niet in de wacht slepen.
| Jaar | Prijs                                    | Categorie                                                                  | Genomineerde(n)                                                                                     | Resultaat   |
| ---- | ---------------------------------------- | -------------------------------------------------------------------------- | --------------------------------------------------------------------------------------------------- | ----------- |
| 2015 | Teen Choice Award                        | Choice Movie: Villain                                                      | Vincent D'Onofrio                                                                                   | Genomineerd |
| 2015 | Teen Choice Award                        | Choice Movie: Hissy Fit                                                    | Bryce Dallas Howard                                                                                 | Genomineerd |
| 2015 | Teen Choice Award                        | Choice Summer Movie                                                        | Jurassic World                                                                                      | Genomineerd |
| 2015 | Teen Choice Award                        | Choice Summer Movie Star: Male                                             | Chris Pratt                                                                                         | Genomineerd |
| 2015 | Teen Choice Award                        | Choice Summer Movie Star: Female                                           | Bryce Dallas Howard                                                                                 | Genomineerd |
| 2015 | Hollywood Film Award                     | Visual Effects of the Year                                                 | Tim Alexander                                                                                       | Gewonnen    |
| 2015 | San Diego Film Critics Society Award     | Best Visual Effects                                                        | Jurassic World                                                                                      | Genomineerd |
| 2015 | Phoenix Film Critics Society Award       | Best Visual Effects                                                        | Jurassic World                                                                                      | Genomineerd |
| 2015 | Women Film Critics Circle Award          | Worst Female Images in a Movie                                             | Jurassic World                                                                                      | Gewonnen    |
| 2016 | People's Choice Award                    | Favorite Movie                                                             | Jurassic World                                                                                      | Genomineerd |
| 2016 | People's Choice Award                    | Favorite Movie Actor                                                       | Chris Pratt                                                                                         | Genomineerd |
| 2016 | People's Choice Award                    | Favorite Action Movie                                                      | Jurassic World                                                                                      | Genomineerd |
| 2016 | People's Choice Award                    | Favorite Action Movie Actor                                                | Chris Pratt                                                                                         | Genomineerd |
| 2016 | Alliance of Women Film Journalists       | Actress Most in Need of a New Agent                                        | Bryce Dallas Howard                                                                                 | Genomineerd |
| 2016 | Seattle Film Critics Award               | Best Visual Effects                                                        | Tim Alexander Glen McIntosh Tony Plett Michael Meinardus                                            | Genomineerd |
| 2016 | Broadcast Film Critics Association Award | Best Visual Effects                                                        | Jurassic World                                                                                      | Genomineerd |
| 2016 | Broadcast Film Critics Association Award | Best Action Movie                                                          | Jurassic World                                                                                      | Genomineerd |
| 2016 | Broadcast Film Critics Association Award | Best Actor in an Action Movie                                              | Chris Pratt                                                                                         | Genomineerd |
| 2016 | Broadcast Film Critics Association Award | Best Actress in an Action Movie                                            | Bryce Dallas Howard                                                                                 | Genomineerd |
| 2016 | Broadcast Film Critics Association Award | Best Sci-Fi/Horror Movie                                                   | Jurassic World                                                                                      | Genomineerd |
| 2016 | Screen Actors Guild Award                | Outstanding Action Performance by a Stunt Ensemble in a Motion Picture     | Jurassic World                                                                                      | Genomineerd |
| 2016 | Art Directors Guild                      | Fantasy Film                                                               | Ed Verreaux                                                                                         | Genomineerd |
| 2016 | Visual Effects Society Award             | Outstanding Created Environment in a Photoreal Feature                     | Martyn 'Moose' Culpitt Joao Sita Yuta Shimizu Michael Billette Voor "Jungle Chase"                  | Genomineerd |
| 2016 | Annie Award                              | Outstanding Achievement in Animated Effects in a Live Action Production    | Raul Essig Roman Schmidt Mark Chataway Ryan Hopkins                                                 | Genomineerd |
| 2016 | Annie Award                              | Outstanding Achievement in Character Animation in a Live Action Production | Glen McIntosh Kevin Martel Kyle Winkelman Rod Fransham Kaori Ogino Voor het personage indominus rex | Genomineerd |
| 2016 | Satellite Award                          | Best Visual Effects                                                        | Jurassic World                                                                                      | Genomineerd |
| 2016 | Satellite Award                          | Best Sound (Editing & Mixing)                                              | Jurassic World                                                                                      | Genomineerd |
| 2016 | Golden Schmoes                           | Most Overrated Movie of the Year                                           | Jurassic World                                                                                      | Gewonnen    |
| 2016 | Golden Schmoes                           | Best Sci-Fi Movie of the Year                                              | Jurassic World                                                                                      | Genomineerd |
| 2016 | Golden Schmoes                           | Best Special Effects of the Year                                           | Jurassic World                                                                                      | Genomineerd |
| 2016 | Golden Schmoes                           | Biggest Disappointment of the Year                                         | Jurassic World                                                                                      | Genomineerd |
| 2016 | Golden Schmoes                           | Best Trailer of the Year                                                   | Jurassic World                                                                                      | Genomineerd |
| 2016 | Golden Schmoes                           | Best DVD of the Year                                                       | Jurassic World                                                                                      | Genomineerd |
| 2016 | Motion Picture Sound Editors             | Best Sound Editing - Sound Effects and Foley in a Feature Film             | Al Nelson Gwendolyn Yates Whittle                                                                   | Genomineerd |
| 2016 | Motion Picture Sound Editors             | Best Sound Editing - Music in a Feature Film                               | Paul Apelgren                                                                                       | Genomineerd |
| 2016 | Kids' Choice Award                       | Favorite Movie                                                             | Jurassic World                                                                                      | Genomineerd |
| 2016 | Kids' Choice Award                       | Favorite Movie Actor                                                       | Chris Pratt                                                                                         | Genomineerd |
| 2016 | MTV Movie Award                          | Movie of the Year                                                          | Jurassic World                                                                                      | Genomineerd |
| 2016 | MTV Movie Award                          | Best Male Performance                                                      | Chris Pratt                                                                                         | Genomineerd |
| 2016 | MTV Movie Award                          | Best Action Performance                                                    | Chris Pratt                                                                                         | Gewonnen    |
| 2016 | Saturn Award                             | Best Performance by a Younger Actor                                        | Ty Simpkins                                                                                         | Gewonnen    |

## Soundtrack
De soundtrack werd geschreven en gecomponeerd door Michael Giacchino, die eerder de muziek maakte voor de Jurassic Park-computerspellen The Lost World: Jurassic Park en Warpath: Jurassic Park. Voor enkele tracks maakte hij gebruik van de eerder door John Williams geschreven en gecomponeerde filmmuziek van Jurassic Park. De volledige soundtrack werd uitgebracht op 9 juni 2015.
| 1.                 | Bury the Hatchling                                                                    | 1:56  |
| 2.                 | The Family That Strays Together                                                       | 1:00  |
| 3.                 | Welcome to Jurassic World (bevat themamuziek van Jurassic Park, door John Williams)   | 2:08  |
| 4.                 | As the Jurassic World Turns (bevat themamuziek van Jurassic Park, door John Williams) | 5:30  |
| 5.                 | Clearly His First Rodeo                                                               | 3:28  |
| 6.                 | Owen You Nothing                                                                      | 1:19  |
| 7.                 | Indominus Wrecks                                                                      | 6:11  |
| 8.                 | Gyrosphere of Influence                                                               | 3:14  |
| 9.                 | Pavane for a Dead Apatosaurus                                                         | 4:44  |
| 10.                | Fits and Jumpstarts                                                                   | 1:31  |
| 11.                | The Dimorphodon Shuffle                                                               | 2:13  |
| 12.                | Love in the Time of Pterosauria                                                       | 4:30  |
| 13.                | Chasing the Dragons                                                                   | 2:54  |
| 14.                | Raptor Your Heart Out                                                                 | 3:50  |
| 15.                | Costa Rican Standoff                                                                  | 4:37  |
| 16.                | Our Rex Is Bigger Than Yours                                                          | 2:41  |
| 17.                | Growl and Make Up                                                                     | 1:16  |
| 18.                | Nine-To-Survival Job                                                                  | 2:33  |
| 19.                | The Park Is Closed (bevat themamuziek van Jurassic Park, door John Williams)          | 1:38  |
| 20.                | Jurassic World Suite                                                                  | 12:53 |
| 21.                | It's a Small Jurassic World                                                           | 1:43  |
| 22.                | The Hammond Lab Overture                                                              | 1:07  |
| 23.                | The Brockway Monorail                                                                 | 1:45  |
| 24.                | Sunrise O'er Jurassic World (geschreven door Mick Giacchino)                          | 2:06  |
| Totale duur: 76:47 |                                                                                       |       |

## Overige merchandising
LEGO ontwikkelde naar aanleiding van de film een volledig thema, bestaande uit zes afzonderlijke sets. De speelgoedserie werd aangevuld met het computerspel LEGO Jurassic World (2015), dat naast het verhaal van deze film ook het verhaal van de drie eerdere films uit de serie volgt. Alles in het spel (zoals personages, voertuigen en dinosauriërs) is opgebouwd uit LEGO-stenen.
Speelgoedfabrikant Hasbro gaf een collectie knuffeldieren, speelgoedfiguren, handpoppen en andere speelgoedsets uit.
Het Amerikaanse modelauto-merk Jada Toys bouwde een aantal auto's, waarvan een paar radiografisch bestuurbaar zijn. Ook Matchbox bracht kleinere speelgoedautootjes op de markt.
Voor iOS en Android is sinds 2015 het computerspel Jurassic World: The Game beschikbaar. In het simulatiespel kunnen spelers hun eigen Jurassic World-park bouwen en beheren.
Tevens werden kleur-, sticker- en leesboeken uitgegeven. De meeste boeken zijn Engelstalig, maar sommige zijn vertaald naar het Nederlands.

## Trivia
- John Hammond (in de eerste twee Jurassic Park-films gespeeld door de in 2014 overleden acteur Richard Attenborough) wordt tijdens de film geëerd door middel van een standbeeld in het fictieve Jurassic World-park.[52]
- De Amerikaanse komiek Jimmy Fallon heeft in de film een cameo, waarbij hij tijdens een komisch filmpje op een scherm in een attractie verschijnt.[53]
- In het fictieve park verplaatst het personeel zich met verschillende wagens van Mercedes-Benz, zoals een GLE 450 AMG, G 63 AMG 6X6, Unimog en een Sprinter. De nieuwe automodellen werden tot op het laatste moment geheimgehouden en zijn pas sinds de filmpremière te koop.[54]
- Colin Trevorrow, de regisseur van de film, sprak zijn stem in voor Mr. DNA, een animatiefiguurtje dat parkbezoekers informatie verstrekt. Mr. DNA was reeds eerder te zien in Jurassic Park.
- Dilophosaurus, die ook te zien was in de eerste film, komt in deze film voor als een hologram. Een verdoofde Pachycephalosaurus is dan weer even te zien op een video van de bewakingscamera's. Tot slot staat in de straat met winkels en restaurants het skelet van een Spinosaurus tentoongesteld.
- In het Waterloo Station te Londen (Verenigd Koninkrijk) stond ter promotie van de film een metalen container met vier Velociraptors opgesteld. Het station werd daarnaast ingericht met diverse infoborden en een tijdelijke winkel die onder andere de Jurassic Park-films verkocht.[55][56]